# Alegna González
Pour les articles homonymes, voir Gonzalez.
Alegna Aryday González Muñoz (née le 2 janvier 1999 à Ojinaga) est une athlète mexicaine, spécialiste de la marche.

## Biographie
Elle grandit à Ojinaga dans l'État du Chihuahua avant d'intégrer le Centro Nacional de Alto Rendimiento (Centre national de haute performance) pour sa formation athlétique. En 2013, elle remporte l'Olimpiada Estatal de Chihuahua (Olympiade de l'État du Chihuahua) en marchant 5 km en 23 min 25 s. En 2015, elle s'installe à Mexico pour s'entraîner.
Lors de la Coupe panaméricaine junior de marche au Pérou en 2017, elle remporte le 10 km marche junior en 45 min 17 s.
En 45 min 8 s, elle établit le nouveau record du Mexique lors des Championnats du monde par équipes de marche 2018 à Taicang,. Elle est également détentrice du record d'Amérique du Nord junior de marche.

## Palmarès
| Date | Compétition                      | Lieu    | Résultat | Épreuve                   | Temps           |
| ---- | -------------------------------- | ------- | -------- | ------------------------- | --------------- |
| 2018 | Championnats du monde par équipe | Taicang | 1re      | 10 km                     | 45 min 8 s      |
| 2021 | Jeux olympiques                  | Tokyo   | 5e       | 20 km                     | 1 h 30 min 33 s |
| 2022 | Championnats du monde            | Eugene  | 7e       | 20 km                     | 1 h 29 min 40 s |
| 2024 | Jeux olympiques                  | Paris   | 5e       | 20 km                     | 1 h 27 min 14 s |
| 2024 | Jeux olympiques                  | Paris   | 5e       | Marche par équipes mixtes | 2 h 52 min 38 s |

## Records personnels
| Épreuve         | Temps           | Lieu       | Date            |
| --------------- | --------------- | ---------- | --------------- |
| 5 000 m marche  | 22 min 6 s 40   | Mexico     | 1er mai 2021    |
| 10 000 m marche | 44 min 13 s 88  | Tampere    | 14 juillet 2018 |
| 10 km marche    | 43 min 35 s     | Madrid     | 30 avril 2023   |
| 20 km marche    | 1 h 26 min 57 s | La Corogne | 18 mai 2024     |